# 아이스 스케이팅

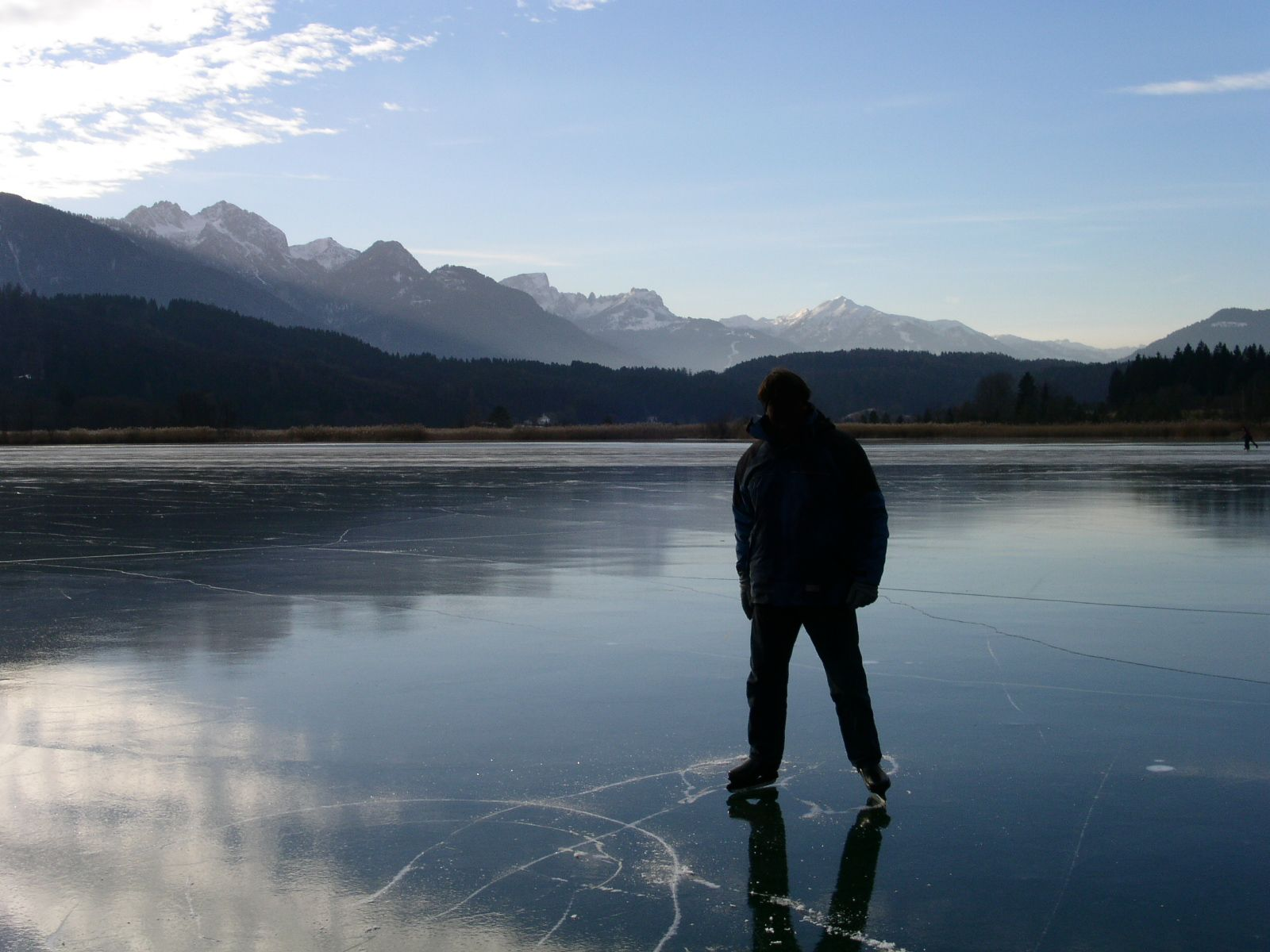
오스트리아에서의 실외 아이스 스케이팅.

빙상 스케이트, 아이스 스케이팅(ice skating)은 스케이트라는 기구를 이용하여 얼음 위에서 움직이는 것이다. 건강, 레저, 여행, 다양한 스포츠, 통근(통학) 등 여러 목적으로 행할 수 있다. 빙상 스케이트는 특히 준비된 실내와 실외 빙상 위에서 진행할 수 있으며 꽁꽁 언 연못과 강 위에서 행하기도 한다.

## 역사
옥스포드 대학교의 Federico Formenti의 연구에 따르면 최초의 아이스 스케이팅은 3000년도 더 전에 핀란드 남부에서 발생하였다. 당시 스케이팅을 하는 사람들은 얼음 위를 실제로 타지는 못하고 그 위에서 미끄러지기만 했다.

## 같이 보기
- 겨울 스포츠